# Sang-Hyun Song
Sang-Hyun Song (* 21. Dezember 1941 in Seoul) ist ein südkoreanischer Rechtswissenschaftler. Von 2003 bis 2015 war er Richter am Internationalen Strafgerichtshof in Den Haag und von 2009 bis 2015 dessen Präsident.

## Leben
Song wuchs in Seoul auf, das während seiner Kindheit von der japanischen Besetzung und den kriegerischen Auseinandersetzungen geprägt war. Im August 1945 wurde sein Großvater, Herausgeber einer Zeitung, ermordet. Nach der Invasion der Nordkoreanischen Volksarmee 1950 in Seoul erlebte er den Terror mit den vielen hingerichteten Personen auf den Straßen.
Song studierte Rechtswissenschaften an der Seoul National University, wo er nach dem Militärputsch 1961 im Jahr 1963 den Bachelor of Laws erwarb, und er erhielt 1964 seine Zulassung als Rechtsanwalt. Als Fulbright Fellow konnte er sein Studium an der Tulane University Law School fortsetzen, er erhielt ein Diplom in Rechtsvergleichung der University of Cambridge und wurde 1970 an der Cornell Law School promoviert.  
1972 wurde Song zum Professor für Rechtswissenschaften an der Seoul National University ernannt und lehrte dort bis 2007. Daneben wirkte er als Gastprofessor an zahlreichen weiteren Universitäten, so unter anderem in Harvard, New York und Melbourne. Zudem war Song als Anwalt für eine New Yorker Anwaltskanzlei tätig.
Song war als Mitglied des beratenden Ausschusses des Obersten Gerichtshofs von Südkorea und des Justizministeriums an der Reform des südkoreanischen Prozessrechts beteiligt. Er ist stellvertretender Vorsitzender des südkoreanischen UNICEF-Komitees und Mitbegründer des Legal Aid Centre for Women und der Childhood Leukemia Foundation in Seoul.
Im Februar 2003 wurde Song für eine Amtszeit von drei Jahren zum Richter am Internationalen Strafgerichtshof gewählt, wo er der Berufungsabteilung angehörte. 2006 wurde er im Amt bestätigt; seine turnusgemäß neunjährige Amtszeit lief bis zum Jahr 2015. Im März 2009 wurde er für drei Jahre zum Präsidenten des Gerichtshofes gewählt und 2012 für weitere drei Jahre wiedergewählt.

## Publikationen (Auswahl)
- Introduction to the Law and Legal System of Korea. Kyung Mun Sa Pub. Co., Seoul 1983.
- Korean Law in the Global Economy. Bak Young Sa, Seoul 1996, ISBN 89-10-50335-1.
- The law of Korean civil procedure (auf Koreanisch). Pakyŏngsa, Seoul 2004, ISBN 89-10-51184-2.